# Corrodopsylla curvata
Corrodopsylla curvata är en loppart som först beskrevs av Rothschild 1915.  Corrodopsylla curvata ingår i släktet Corrodopsylla och familjen mullvadsloppor.

## Underarter
Arten delas in i följande underarter:
- C. c. curvata
- C. c. lira
- C. c. obtusata